# أم العشار
أم العشار هي قرية جزائرية تابعة لبلدية تندوف في ولاية تندوف تقع عند قاعدة ممر جبلي.  وهي متصلة بالطريق الوطني N50 بواسطة طريق محلي طويل يؤدي جنوبًا من القرية.